# Ansellia africana

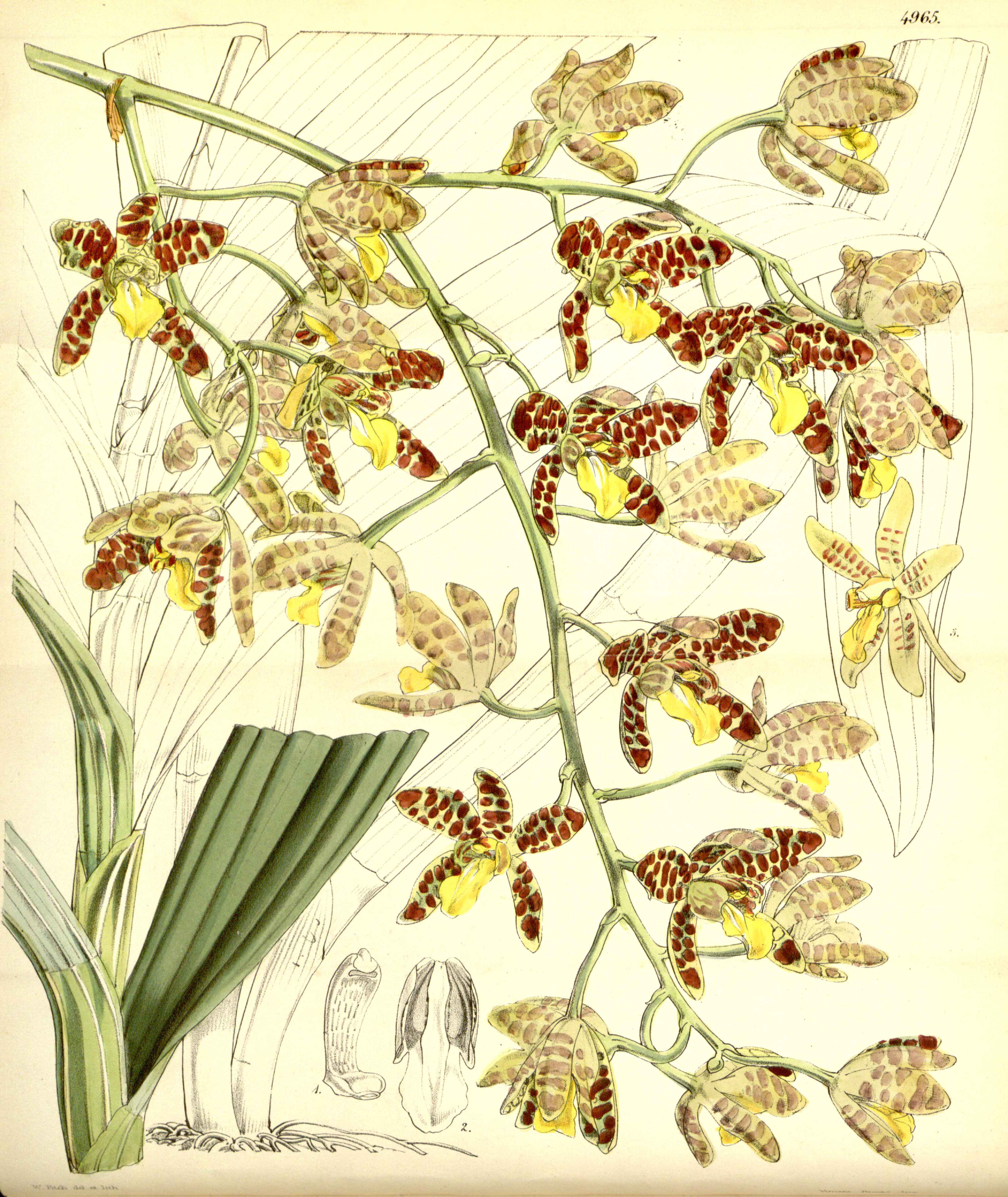
Ilustración.

Inflorescencia.

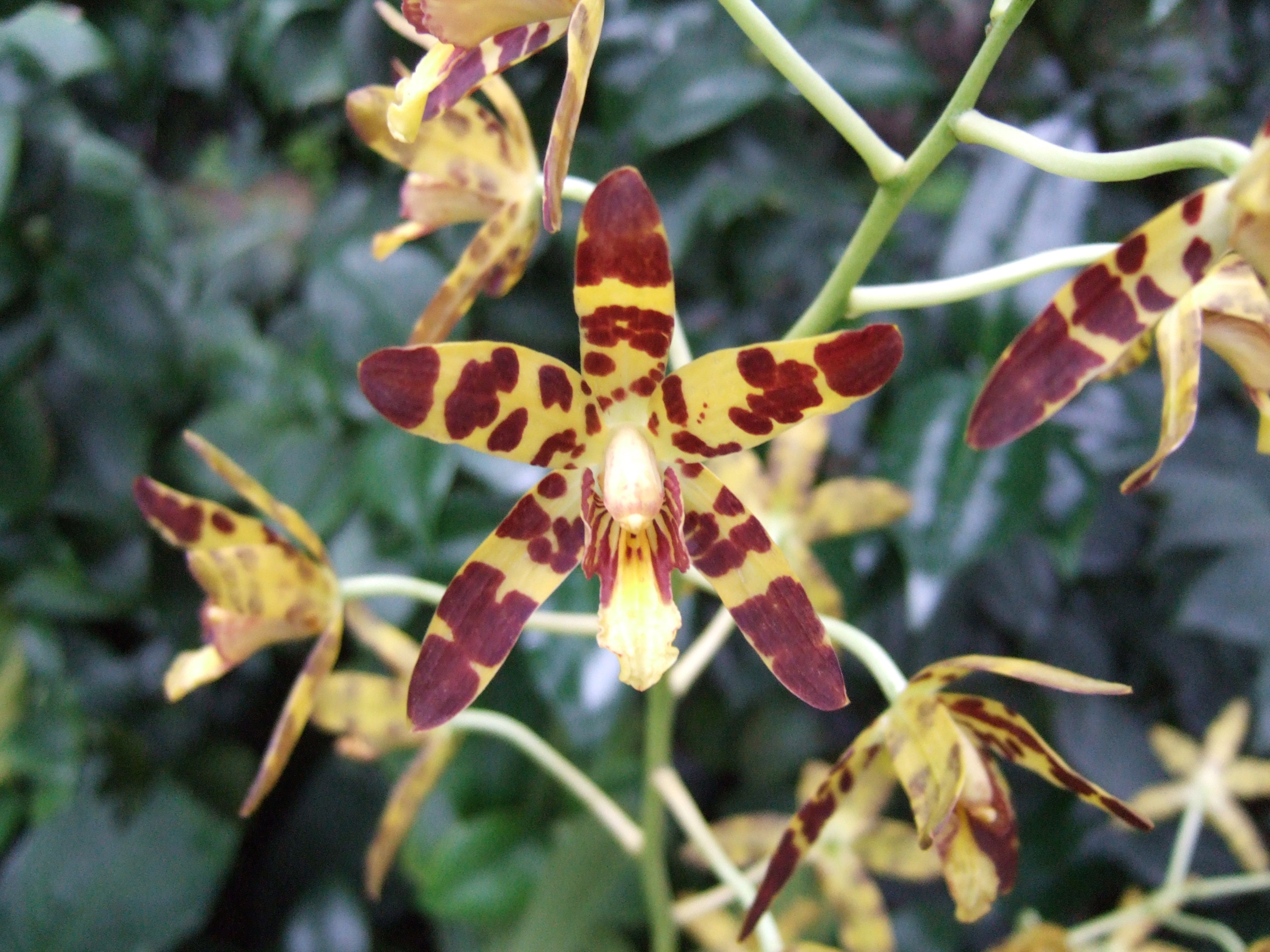
Inflorescencia.

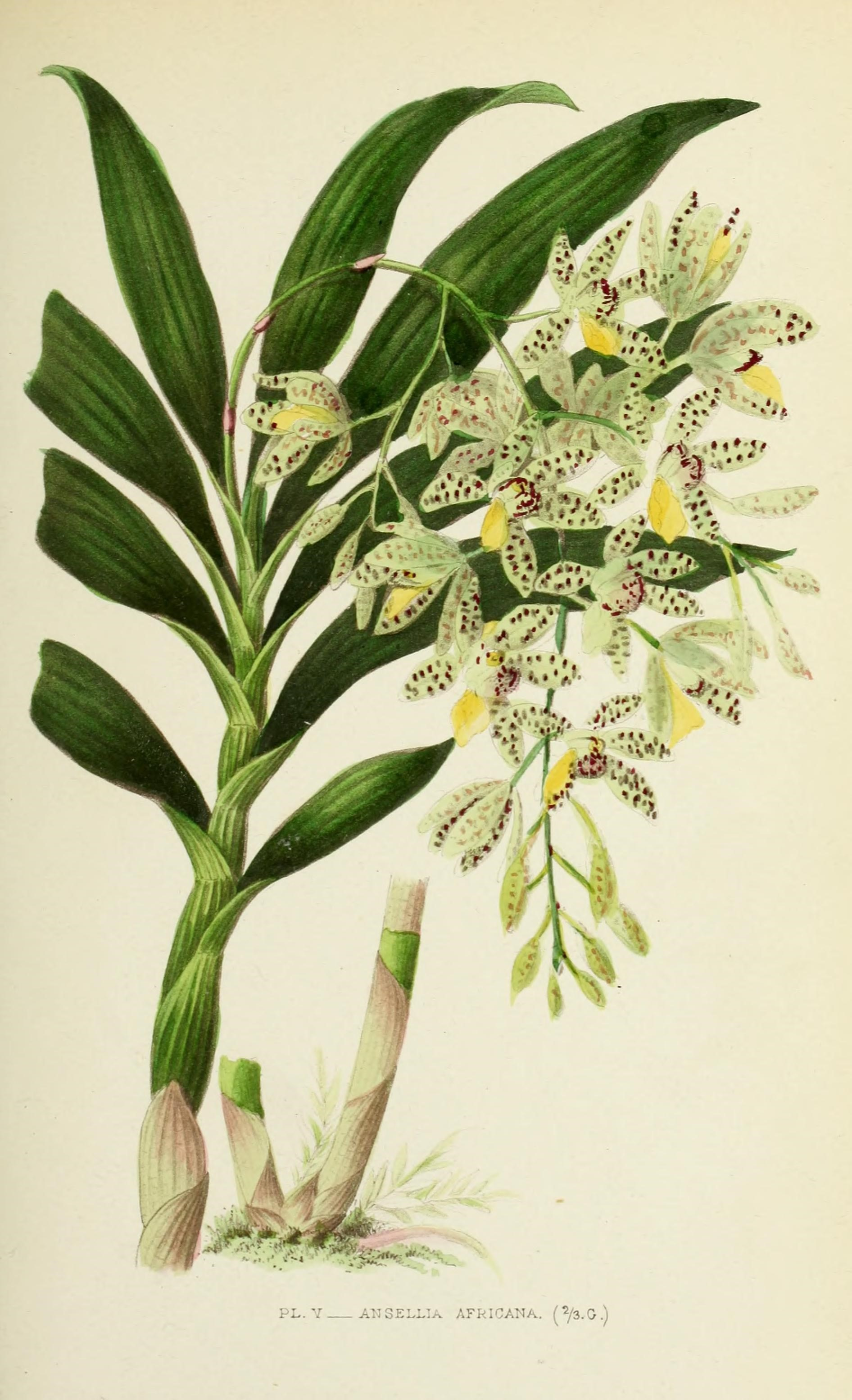
Ilustración

Ansellia es un género monotípico de orquídeas de hábitos terrestres. Su única especie es Ansellia africana.

## Descripción
Ansellia africana es una orquídea epífita perenne, a veces planta de hábitos terrestres que desarrolla una mata espectacular agarrada a las ramas de los árboles más altos.
Las raíces aéreas blancas características de esta planta forman un entramado parecido a un nido. Apuntan hacia arriba, tomando la forma de cesto alrededor de los numerosos pseudobulbos amarillos que presentan una apariencia acanalada, fusiforme. Aquí se acumulan las hojas muertas y los detritus del árbol que sirven de alimento para la planta.
Los pseudobulbos se desarrollan hasta un tamaño que alcanza los 60 centímetros de largo. Estas robustas orquídeas se desarrollan hasta un tamaño considerable, a veces alcanzan un peso estimado de una tonelada. Incluso se han visto lechuzas de gran tamaño (Bubo bubo) hacer sus nidos en semejantes matas.
Estos pseudobulbos desarrollan en su extremo de 6 a 7 hojas coriáceas, lingulo-lanceoladas estrechas. Entre las que sobresale una inflorescencia paniculada, de una longitud de 85 cm, con numerosas (10 a 100), flores de una suave fragancia.
En la flor el lábelo trilobulado se desarrolla dentro de 3 salientes amarillos. Los pétalos son amarillos o amarillo-verdosos, ligeramente o fuertemente marcados con puntos marrones.

## Hábitat y distribución
La única  especie, Ansellia africana (nombres comunes: Ansellia africana u orquídea leopardo) es nativa de África tropical, y se encuentra a lo largo de las costas y de los ríos en la copa de los árboles, en altitudes de unos 700 m s. n. m. (ocasionalmente llega hasta los  2,200 m s. n. m.).

## Taxonomía
Ansellia africana fue descrita por John Lindley y publicado en Edwards's Botanical Register 30: sub t. 12. 1844.
Etimología
Ansellia: nombre genérico que se nombró en honor de John Ansell, un asistente botánico inglés quien encontró el primer espécimen en la isla de Fernando Poo en Guinea Ecuatorial. 
africana: epíteto geográfico que alude a su localización en África.
Variedades
- - Ansellia africana subsp. africana (África S. y Trop.)
  - Ansellia africana subsp. australis (Angola)

Híbridos
Lista de híbridos según la Real Sociedad de Horticultura entre Ansiella y otros ocho géneros:
- Anaphorchis (× Graphorchis)
- Ansidium (× Cymbidium)
- Catasellia (× Catasetum)
- Cycsellia (× Cycnoches)
- Cyrtellia (× Cyrtopodium)
- Eulosellia (× Eulophia)
- Galeansellia (× Galeandra)
- Promellia (× Promenaea)

Sinónimos
Los siguientes nombres se consideran sinónimos de Ansellia africana:
- Ansellia confusa N.E.Br. 1886
- Ansellia congoensis Rodigas 1886
- Ansellia gigantea Rchb.f 1847
- Ansellia gigantea subsp. nilotica` (Baker) Senghas 1990
- Ansellia gigantea var. nilotica (Baker) Summerh. 1937
- Ansellia humilis Bulliard 1891
- Ansellia nilotica [Baker] N.E.Br. 1886
- Cymbidium sandersoni Harv. 1868[5]